# Arrondissement de Friedeberg-en-Nouvelle-Marche

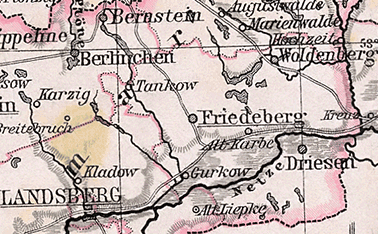
Le territoire de l'arrondissement en 1905

L'arrondissement de Friedeberg-en-Nouvelle-Marche, jusqu'au XIXe siècle également appelé arrondissement de Friedeberg, est un arrondissement prussien qui existe jusqu'en 1945. Il fait partie de la province de Brandebourg jusqu'en 1938 puis à la province de Poméranie. L'arrondissement comprend les trois villes de Driesen, Friedeberg-en-Nouvelle-Marche et Woldenberg-en-Nouvelle-Marche, 73 autres communes et deux districts de domaine forestiers. Le territoire de l'arrondissement est maintenant dans le powiat de Strzelce-Drezdenko de la voïvodie polonaise de Lubusz.

## Histoire

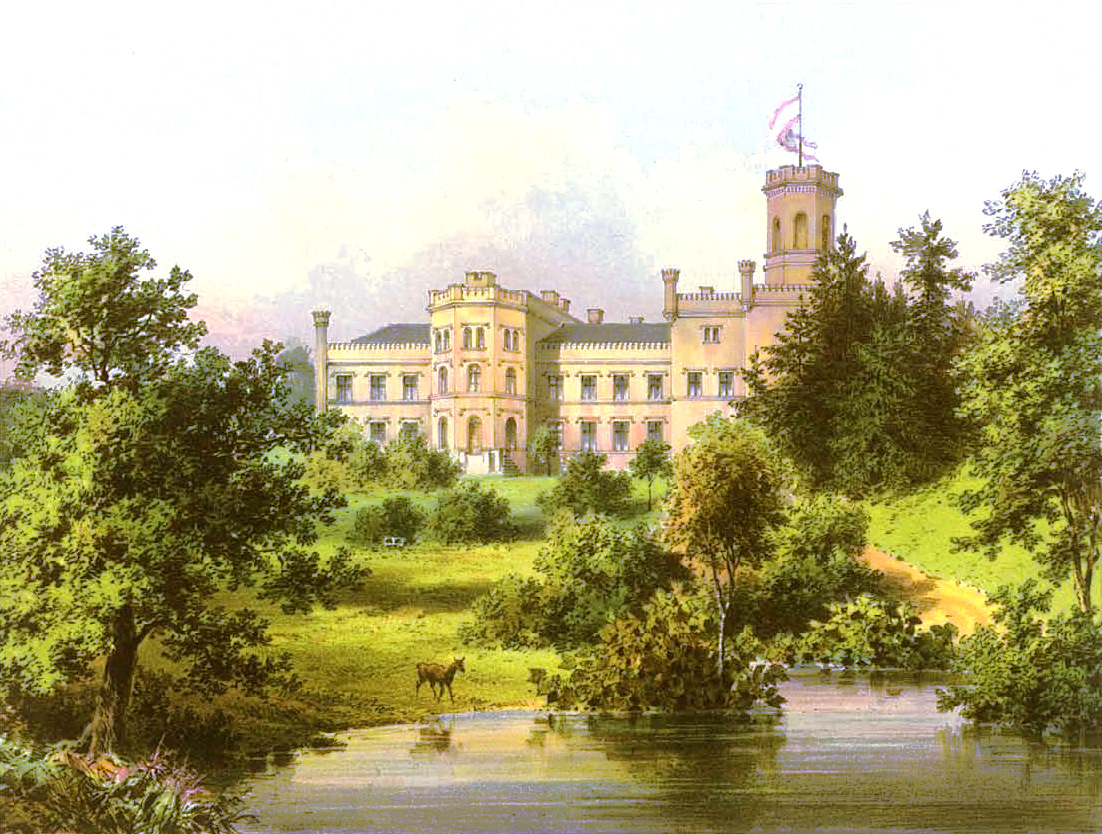
Manoir de Mehrenthin vers 1860, Collection Alexander Duncker

Dans la période post-médiévale, la Marche de Brandebourg se structure en arrondissements. L'un de ces arrondissements historiques est l'arrondissement de Friedeberg, qui constitue l'un des quatre arrondissements dits arrière de la Nouvelle-Marche.
Dans le cadre de la création de provinces et de districts en Prusse, une réforme d'arrondissement a lieu en 1816 dans le district de Francfort, qui n'a pas modifié la taille de l'arrondissement. Le district comprenait principalement des zones rurales autour des villes de Driesen, Friedeberg-en-Nouvelle-Marche et Woldenberg-en-Nouvelle-Marche. Le bureau de l'arrondissement est à Friedeberg-en-Nouvelle-Marche.
Le 30 septembre 1929, l'arrondissement de Friedeberg-en-Nouvelle-Marche connaît une réforme territoriale conforme à l'évolution du reste de l'État libre de Prusse, par laquelle tous les districts de domaine, à l'exception de deux, sont dissous et attribués à des communes voisines.
Le 1er octobre 1938, l'arrondissement de Friedeberg-en-Nouvelle-Marche est intégré à la province de Poméranie et fait désormais partie du district de la Marche frontalière de Posnanie-Prusse-Occidentale (de).
Au printemps 1945, l'arrondissement est occupé par l'Armée rouge. Après la fin de la guerre, l'arrondissement est placé sous administration polonaise par l'Union soviétique. La population est expulsée par les autorités administratives polonaises.

## Évolution de la démographie
| Année | Habitants | Source |
| ----- | --------- | ------ |
| 1750  | 9.105     | [ 2 ]  |
| 1796  | 27 492    | [ 3 ]  |
| 1816  | 26.128    | [ 4 ]  |
| 1840  | 43 767    | [ 5 ]  |
| 1871  | 54 790    | [ 6 ]  |
| 1885  | 57 130    | [ 1 ]  |
| 1890  | 57 194    | [ 1 ]  |
| 1900  | 55 093    | [ 1 ]  |
| 1910  | 53.161    | [ 1 ]  |
| 1925  | 54 586    | [ 1 ]  |
| 1933  | 53 940    | [ 1 ]  |
| 1939  | 51 772    | [ 1 ]  |

## Administrateurs de l'arrondissement
- 1736–1742 Friedrich Ludwig von Sydow (de)
- 1743–1752 Hans Joachim von Bornstedt (de)
- 1752–1763 Christian von der Marwitz (de)
- 1765–1770 Carl Wilhelm von Bornstedt (de)
- 1770–1777 Wilhelm Ludwig von Sydow (de)
- 1777–1781 Anton Gottlieb von der Goltz (de)
- 1781–1806 David Friedrich von Braunschweig (de)
- 1806–0000 George Ernst Heinrich von Schönebeck (de)
- 1813–1819 Ernst von Köller
- 1819–1820 Ludwig von Brand
- 1820–1832 Wilhelm von Knobelsdorff-Brenkenhoff (de)
- 1832–1833 von Waldow (de)
- 1833–0000 Haffer
- 1833–1850 Heinrich von Petersdorff
- 1850–0000 Adolph von Brand
- 1850–1866 Karl von Bornstedt (de)
- 1866–1871 August von Zastrow (de)
- 1871–1894 Karl von Bornstedt
- 1894–1899 Ernst von Bornstedt (de)
- 1899–1919 Ulrich von Waldow (de)
- 1919–1920 Friedrich Scheck (de)
- 1920–1942 Horst Wuthenow (de)
- 1942–9999 Jochen-Hilmar von Wuthenau (de)
- 1942–1945 Werner Laskowski (de)

## Constitution communale
Avec l'introduction de la loi constitutionnelle prussienne sur les communes du 15 décembre 1933 et le code communal allemand du 30 janvier 1935, le principe du leader est imposé au niveau communal. Une nouvelle constitution de l'arrondissement n'est plus créée; les règlements d'arrondissement pour les provinces de Prusse-Orientale et Occidentale, de Brandebourg, de Poméranie, de Silésie et de Saxe du 19 mars 1881 est toujours en vigueur.

## Transports
L'arrondissement de Friedeberg est relié au réseau ferroviaire depuis 1847/48 par le tronçon Arnswalde-Kreuz de la société de la ligne Stargard-Posen (de). Au cours de la décennie suivante, à partir de 1857, le chemin de fer de l'Est prussien, qui relie Berlin à la Prusse-Orientale, traverse le territoire de l'arrondissement parallèlement à la Netze.
La station de Friedeberg se trouve cependant à 7 km du chef-lieu de l'arrondissement, si bien que l'arrondissement de Friedeberg a construit en 1897 un petit train jusqu'à la ville. De là, à partir de 1902, le petit train Friedeberg-Alt Libbehne (de), dans laquelle l'arrondissement et les communes sont impliqués, continue vers le nord à partir de 1902.
Afin de contourner les zones devenues polonaises après 1919, la Deutsche Reichsbahn construit la ligne secondaire d'Altbeelitz-Schwerin-sur-la-Warthe en 1936.

## Villes et communes

### Statut en 1945
L'arrondissement de Friedeberg-en-Nouvelle-Marche comprend en dernier lieu les villes et communes suivantes :
| - Aarhorst - Alt Beelitz - Alt Gurkowschbruch - Altfließ - Altkarbe - Birkbruch - Birkholz - Blumenfelde - Brand - Brandsheide - Braunsfelde - Breitenstein - Breitenwerder - Brenkenhofsbruch - Brenkenhofswalde - Buchwerder - Büssow - Dolgen - Dragebruch | - Driesen, ville - Erbenswunsch - Eschbruch - Falkenstein - Franzthal - Friedeberg-en-Nouvelle-Marche, ville - Friedebergschbruch - Friedrichsdorf - Geilenfelde - Gottschimm - Gottschimmerbruch - Gurkow - Guscht - Guschterbruch - Guschterholländer - Haferwiese - Hammer - Hermsdorf - Hohenkarzig | - Lauchstädt - Lichtenow - Liependorf - Lubiath - Machern - Mansfelde - Marienthal - Mehrenthin - Modderwiese - Mückenburg - Netzbruch - Neu Anspach - Neu Dessau - Neu Erbach - Neu Mecklenburg - Neu Ulm - Neukarbe - Neuteich | - Pehlitz - Rohrsdorf - Salzkossäthen - Schlanow - Schönfeld - Schönrade - Schüttenburg - Seegenfelde - Steinhöfel - Tankow - Trebitsch - Vorbruch - Vordamm - Wildenow - Woldenberg-en-Nouvelle-Marche, ville - Wolgast - Wugarten - Wutzig |

L'arrondissement comprend également les districts de domaine non constitués en commune de Forst Lubiathfiß et Forst Steinspring.

### Communes dissoutes avant 1945
- Voigtei, 1928 à Friedeberg
- Sehlsgrund, 1932 à Salzkossäthen
- Alt Haferwiese, 1937 à Haferwiese
- Hammelstall, 1937 à Neu Mecklenburg
- Neu Haferwiese, 1937 à Haferwiese
- Bergdorf, 1938 à Vorbruch
- Eichberg, 1938 à Rohrsdorf
- Friedrichshorst, 1938 à Neu Erbach
- Krügergrund, 1938 à Rohrsdorf
- Mühlendorf, 1938 à Vordamm
- Neu Beelitz, 1938 à Dragebruch
- Neuteicher Holländer, 1938 à Erbenswunsch
- Schartowswalde, 1938 à Marienthal
- Schöneberg, 1938 à Vordamm
- Schulzenwerder, 1938 à Gottschimm
- Sieb, 1938 à Gottschimm
- Zanzbruch, 1938 à Gurkow
- Eichwerder, 1939 à Friedebergschbruch
- Militzwinkel (de), 1939 à Trebitsch
- Mittelbruch (de), 1939 à Breitenwerder
- Ritzenswunsch, 1939 à Friedebergschbruch
- Grapow, 1941 à Wolgast
- Neu Gurkowschbruch, 1941 à Gurkow